# Лисенко Поліна Олександрівна
Поліна Олександрівна Лисенко — державний службовець, юристка, заступниця Директора Національного антикорупційного бюро України.
Керівниця Центру протидії дезінформації при РНБОУ (2 квітня 2021 — 20 квітня 2023). Кандидат юридичних наук (2019).

## Життєпис
Закінчила магістратуру Київського національного університету імені Тараса Шевченка (2015).
Працювала молодшою юристкою у приватній юридичній компанії (2013—2015), помічницею першого заступника директора НАБУ (2015—2019), начальницею Департаменту міжнародно-правового співробітництва та повернення активів Офісу Генерального прокурора (2019—2020), керівницею проєкту з розбудови судової гілки влади та міжнародної співпраці Офісу простих рішень та результатів, директоркою Департаменту інформаційної політики та зв'язків з громадськістю АТ «Укрзалізниця» (2020—2021).
2 квітня 2021 — 20 квітня 2023 — керівник Центру протидії дезінформації при РНБОУ.
25 квітня 2023 року призначена на посаду Заступниці Директора Національного антикорупційного бюро України. У Бюро Поліна Лисенко відповідає за взаємодію з органами державної влади та міжнародні комунікації. 

## Діяльність в НАБУ
Одним з пріоритетів роботи Поліни Лисенко в НАБУ є розширення зв’язків з міжнародними організаціями та вивчення кращих законодавчих практик у сфері покращення інвестиційного клімату, взаємовідносин бізнесу та держави і боротьби з корупцією.
За час роботи Поліни Лисенко на посаді заступниці директора зміцнилася співпраця НАБУ з Європолом та Євроюстом, зокрема щодо попередження корупційних схем, розшуку і повернення з-за кордону виведених активів та корупціонерів-втікачів.
У 2023 році за участі Поліни Лисенко НАБУ розширило співпрацю з Агентством США з міжнародного розвитку (USAID), Антикорупційною ініціативою Європейського Союзу в Україні (EUACI) та посольствами країн «Великої сімки». За підтримки міжнародних організацій восени 2023 року незалежні міжнародні експерти провели Оцінку діяльності НАБУ. Аудитори відмітили, що НАБУ має бездоганну репутацію, а його працівники демонструють високий рівень доброчесності.
Під час обговорення питання посилення НАБУ Лисенко відстоювала необхідність збільшення штату установи на 300 осіб протягом трьох років. Саме ці норми увійшли до законопроєкту “Про внесення зміни до статті 5 Закону України «Про Національне антикорупційне бюро України» щодо посилення інституційної спроможності Національного антикорупційного бюро України», ухваленого Верховною Радою 8 грудня 2023 року.
Поліна Лисенко виступає за гендерну рівність. Вона вважає, що в НАБУ має працювати більше жінок на посадах усіх рівнів, включаючи детективів.
Також вона дбає про створення комфортних умов для співробітників Бюро. Завдяки їй у головному офісі НАБУ організовано роботу дитячої кімнати.

## Співпраця з ОЕСР
У липні 2022 року Поліна Лисенко увійшла до складу створеної указом Президента робочої групи з напрацювання пропозицій щодо участі України в Робочій групі з питань боротьби з хабарництвом у міжнародних комерційних операціях Організації економічного співробітництва та розвитку. Робочу групу було створено з метою вдосконалення українського кримінального, кримінально-процесуального та податкового законодавства, впровадження додаткових запобіжників від корупції відповідно до світових стандартів. Поліна Лисенко, серед іншого, координувала підготовку відповіді на опитувальник щодо вступу до Робочої групи ОЕСР. 
У лютому 2023 року Україна отримала статус учасника Робочої групи з питань боротьби з хабарництвом у міжнародних комерційних операціях.
Приєднавшись до команди НАБУ, Поліна Лисенко взяла на себе координацію співпраці відомства з ОЕСР. Ключові напрямки роботи - приєднання України до Антикорупційної конвенції ОЕСР і Робочої групи з питань хабарництва, співпраця з Академією ОЕСР з питань податків та розслідування фінансових злочинів.
У березні 2024 року на чолі делегації НАБУ взяла участь у Глобальному форумі ОЕСР з питань боротьби з корупцією та доброчесності 2024. 
Координувала організацію конференції “Україна на шляху до ОЕСР”, проведеної НАБУ за підтримки Посольства США у вересні 2024 року. 

## Скандали
На початку травня 2023 року Ольга Комарова, яка пройшла конкурс на посаду заступника керівника управління зовнішніх зв'язків НАБУ, звинуватила Поліну Лисенко, яка працює на посаді заступника очільника НАБУ, у тиску, щоб вона відмовилась від посади, на яку її мали призначити після виграного конкурсу.
За словами Поліни Лисенко, це рішення було пов’язано виключно зі зміною організаційної структури НАБУ. Оскільки без змін до законодавства збільшити кількість детективів неможливо, керівництво ухвалило рішення зробити це за рахунок скорочення адміністративного персоналу.

## Відзнаки
- подяка від директора Федерального бюро розслідувань США — за спільну успішну операцію Офісу Генерального прокурора та ФБР[4].

## Родина
Чоловік — Лисенко Денис Леонідович

### Декларація
- Чиж Поліна Олександрівна [Архівовано 12 травня 2021 у Wayback Machine.]// Е-декларація, 15.4.2020